# Pierre Waché
Pierre Waché (Auchel; 10 de diciembre de 1974) es un ingeniero francés de Fórmula 1. En noviembre de 2022 seguía siendo el director técnico del equipo Red Bull Racing.

## Carrera
Waché obtuvo un doctorado en dinámica de fluidos del Instituto Politécnico Nacional de Lorraine, especializándose en ingeniería biomecánica. Después de graduarse, comenzó a trabajar en 2001 para el fabricante de neumáticos Michelin en su programa de Fórmula 1, y fue ingeniero responsable de la interacción entre los neumáticos y las condiciones de la pista para los monoplazas de F1. A fines de 2006, Michelin dejó la F1 como proveedor de neumáticos, lo que resultó en que BMW Sauber contratara a Waché como ingeniero de rendimiento, trabajando con neumáticos y suspensión.
En 2009, BMW anunció que dejaría la «máxima categoría», lo que resultó en que Waché reemplazara a Loïc Serra como Jefe de Rendimiento de Vehículos de Sauber. En 2013 se mudó a Red Bull Racing y se convirtió en el ingeniero jefe con un enfoque en el rendimiento del vehículo y seis meses después, fue designado para suceder a Mark Ellis como director de rendimiento. En 2018 asumió el rol de director técnico siendo el responsable del diseño y producción del monoplaza, solo superado por Adrian Newey.